# 马修·沃恩 (帆船运动员)
马修·沃恩（英語：Matthew Wearn，1995年9月30日—），澳大利亚男子帆船运动员。他曾代表澳大利亚参加2020年夏季奥林匹克运动会帆船比赛，获得男子单人艇激光型金牌。